# Aérodrome de Severo-Evensk
L'aéroport de Severo-Evensk (code IATA : SWV • code OACI : UHMW) est un aéroport situé à 1 km au nord-ouest de Evensk dans l'Oblast de Magadan en Russie.